# (362177) Anji
(362177) Anji est un astéroïde de la ceinture principale.

## Description
(362177) Anji est un astéroïde de la ceinture principale. Il fut découvert le 21 mars 2009 à l'Observatoire de Lulin par Chen Tao. Il présente une orbite caractérisée par un demi-grand axe de 2,43 UA, une excentricité de 0,15 et une inclinaison de 1,6° par rapport à l'écliptique.

## Compléments